# マンハイム形 (マンハイム市電)
この項目では、西ドイツ（現：ドイツ）の鉄道車両メーカーであったデュッセルドルフ車両製造（→デュワグ）が開発・生産した路面電車車両であるマンハイム形（Typ Mannheim）のうち、マンハイムの路面電車であるマンハイム市電に導入された車両について解説する。この車両はマンハイム形の中で最初に生産されたものであり、従来の路面電車車両から窓の大型化、空調装置の改良など様々な新機軸の要素を取り入れた事で知られている。

## 概要
西ドイツ（現：ドイツ）のマンハイム市電には、1958年以降、長年使用されていた2軸車の置き換えを目的に、デュッセルドルフ車両製造（→デュワグ）製の連節車（デュワグカー）の導入が進められていた。そして、最後に残された2軸車の置き換えにあたり、従来のデュワグカーよりも近代化した車両を同社や電機機器メーカーのブラウン・ボベリに発注した。これが、「マンハイム形」と呼ばれる車両である。
前後に動力台車、連節部分に付随台車を備えた片運転台式の2車体連接車で、前方の車体にパンタグラフを備えていた。車体は全溶接式の軽量鋼で作られ、台枠、側壁、天井のフレームはねじり剛性の高いものが用いられており衝突時の安全性を高めた。車体の窓は、展望性を向上させるため前方、側面共に従来の車両（デュワグカー）から大型化し、屋根の端部にまで達する大きさとなった。また、車体右側に設置されている乗降扉の窓についても、利用客や鉄道会社職員の視認性の向上を目的に大型化し、下方向へ広がった。前方の行先表示装置もデュワグカーから変更し、行先表示と系統番号の表示が一体化したものが用いられた。車内の座席配置はクロスシートを基本としており、自動車との競争を視野に居住性の向上を図った。前照灯については製造当初前面下部の中央に2基が設置されていたが、後年に全面下部の左右に1基ずつ設置される形へ改められた。
また、このマンハイム市電向けのマンハイム形は、西ドイツの路面電車として初めて冷房装置が搭載され、屋根上から吸い込まれた外気が屋根上に設置された蒸発器を通して冷却・湿気の放出が行われ、車内の冷房に用いられた。その一方、床下に設置された抵抗器の熱を利用した暖房システムも搭載されており、温度管理は2基の電子制御装置によって行われた。
一方、制御方式についてはデュワグカーを踏襲しており、傘歯車を用いた直角カルダン駆動方式が採用された他、加速19段、減速18段の多段制御装置が導入されていた。主電動機はブラウン・ボベリ製の120 kWのものが、動力台車に1基ずつ配置されていた。

## 運用

### マンハイム市電・ルートヴィヒスハーフェン市電
マンハイム形の導入は2次に渡って行われ、そのうち1次車はフォーゲルシュタング（Vogelstang）へ向かう路線の開通に合わせた1969年に納入され、1970年から本格的な営業運転に投入された。続いて2次車の10両が1971年に納入され、全20両の導入が完了した。その後、同時期まで導入が続いたデュワグカーと共にマンハイム形はマンハイム市電に加えて直通運転を行うルートヴィヒスハーフェン市電（ルートヴィヒスハーフェン）でも使用された。
その後、1990年代に入り、長らく途絶えていた新型車両（超低床電車）の導入が再開された事によって、輸送力が低い2車体連接車は順次置き換えられていき、マンハイム形についても後述のように各都市への譲渡が進められた。その後も残された車両は各路線で運用され、晩年は主に2号線で用いられたが、2003年6月15日に実施されたさよなら運転を最後に営業運転を退いた。

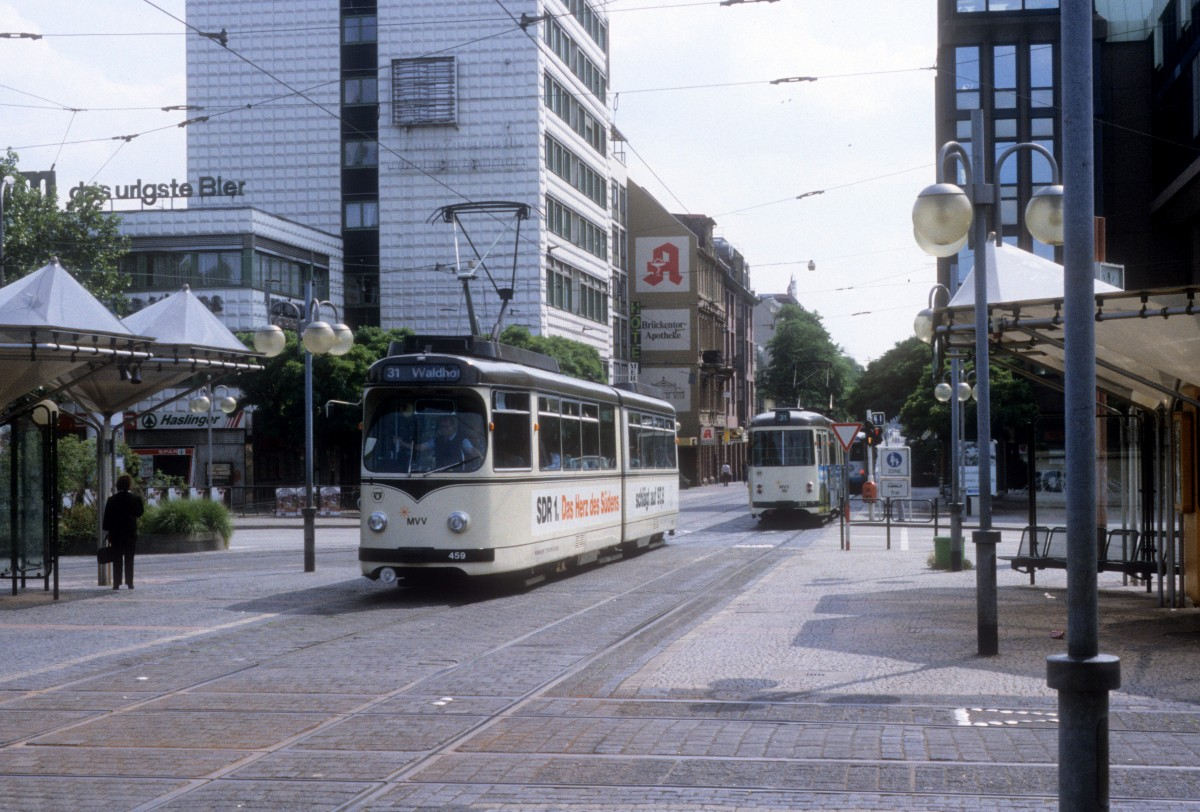
459（1993年撮影）
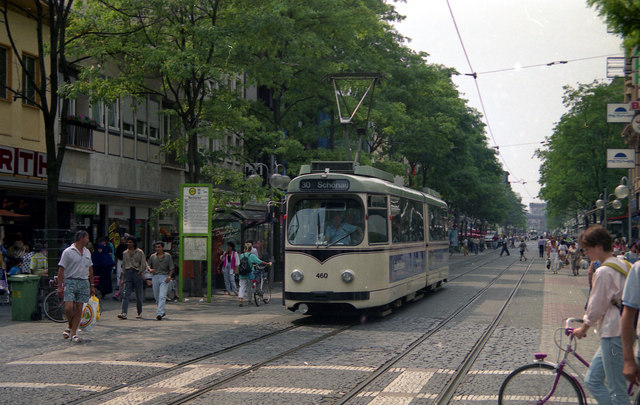
460（1991年撮影）

その後、マンハイム形の保存への動きが高まった事を受け、フィンランドのヘルシンキ市電へ譲渡された車両のうち1両を呼び戻す事となり、2013年にヘルシンキ市電で再度引退した車両のうち1両（455）が2013年にマンハイムに返却された。以降、ライン＝ネッカー地域交通愛好団体（Interessengemeinschaft Nahverkehr Rhein-Neckar e.V.、IGN）を主体として運行開始当初の状態への復元工事が行われ、2023年以降同団体が所有する形で動態保存が行われている。また同年にマンハイムで開催された連邦園芸博覧会（BUGA 2023）に合わせて、ラッピング塗装や植物を用いた車内の装飾が実施された事もある。

### 譲渡
全20両のうち、7両はマンハイム市電での運用離脱後に廃車・解体された一方、残りの13両についてはドイツ国内外の路面電車への譲渡が実施された。
- ゲルリッツ市電（ドイツ：ゲルリッツ） - 1994年 - 1995年に3両を譲渡。2両は2003年に廃車されたが、残りの1両はイベント用車両に改造され、以降も在籍している。
- ザグレブ市電（クロアチア：ザグレブ） - 1996年に5両を譲渡。そのうち2両は後年に廃車されたが、3両については2012年にオシエク市電（クロアチア：オシエク）への再譲渡が実施された[17]。
- ヘルシンキ市電（フィンランド：ヘルシンキ） - 超低床電車（バリオバーン）の故障頻発を受け、他形式の車両と共に2005年に5両を譲渡。うち1両は予備部品確保用であり、営業運転に用いられたのは4両だった。これらの車両は2013年10月までに営業運転を離脱したが、うち1両は前述のように保存のためマンハイムへ返却されている[18]。

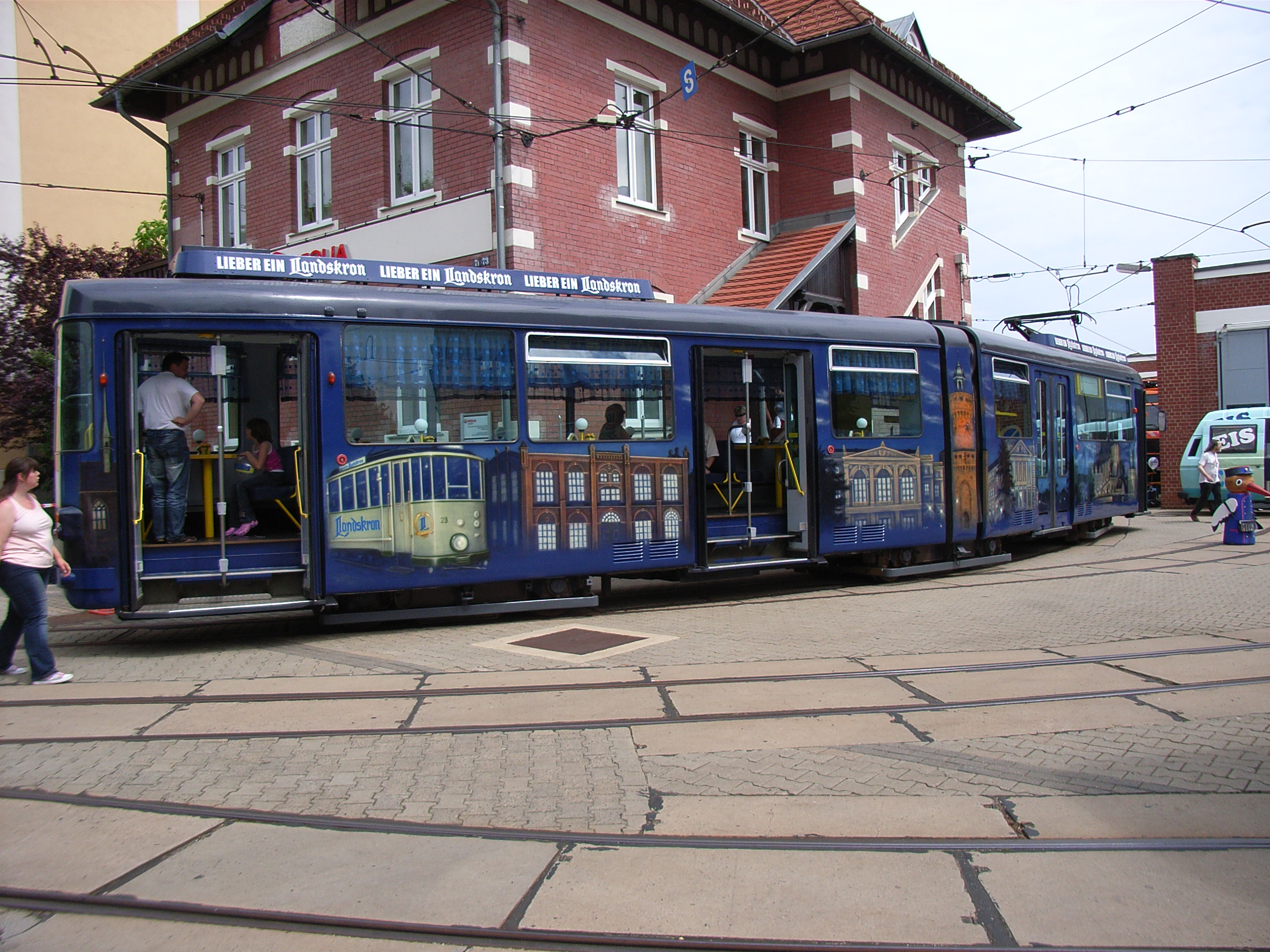
ゲルリッツ市電（イベント用車両）
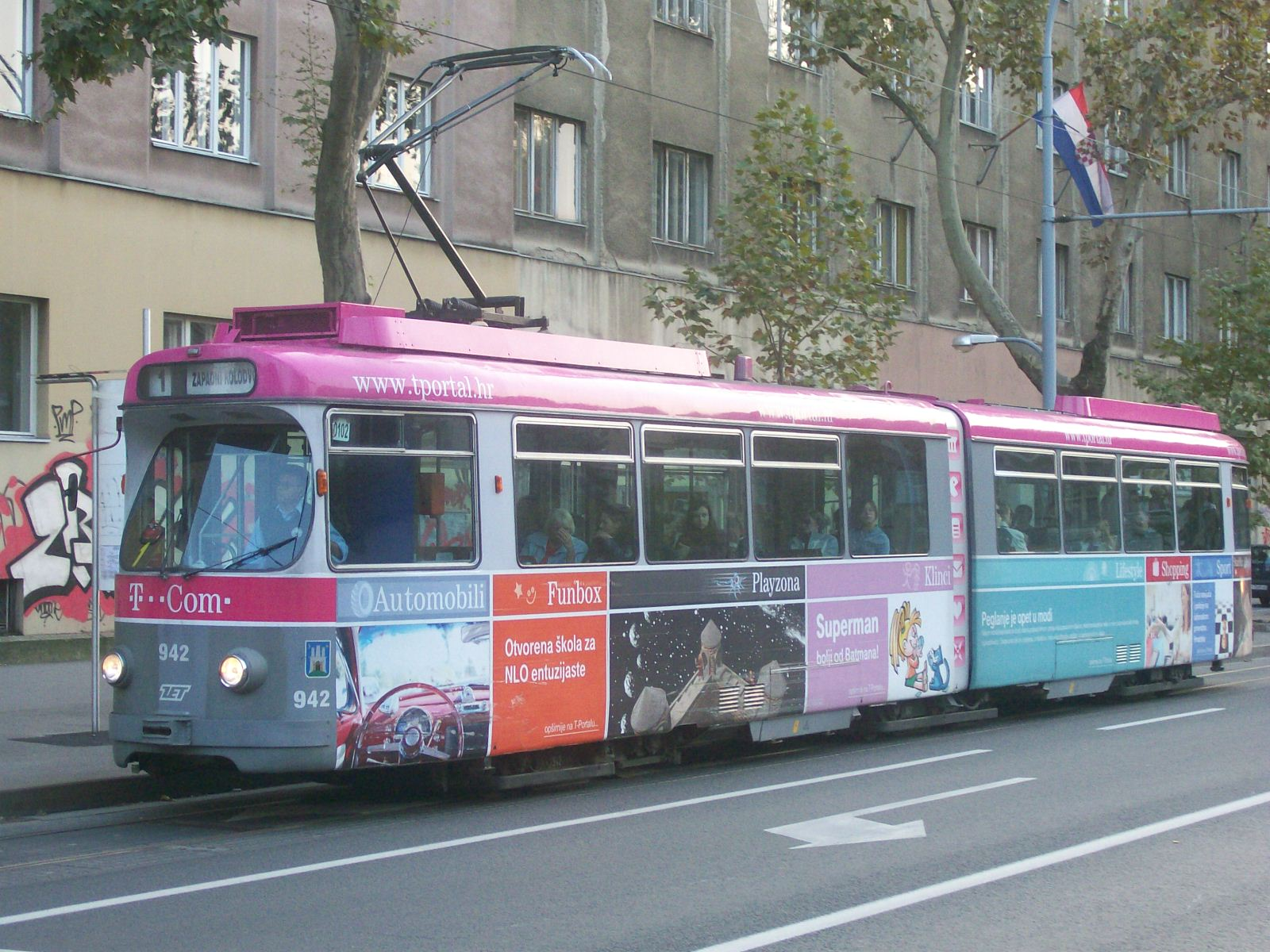
ザグレブ市電（2007年撮影）
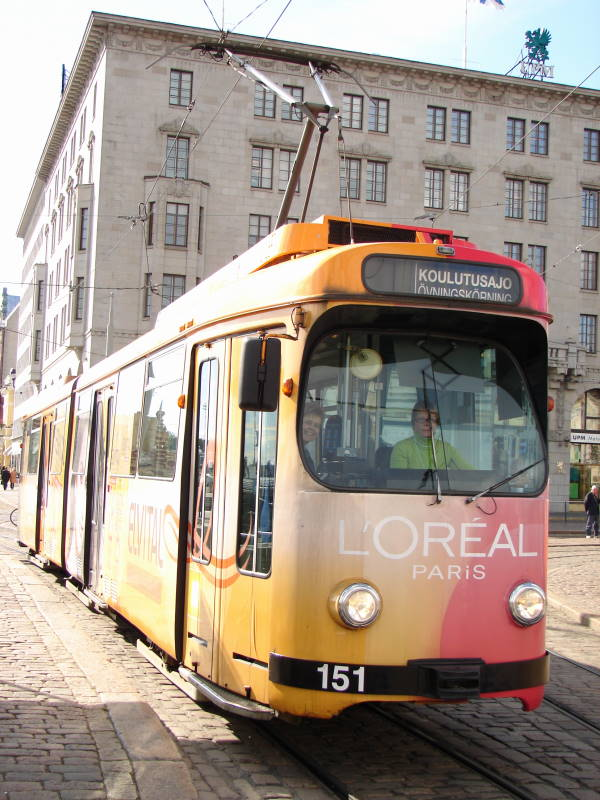
ヘルシンキ市電（2007年撮影）

## 参考資料
- Peter Schricker (April 2021). “Mit dem Zeigeist”. Strassenbahn Magazin (GeraMond Verlag GmbH):  40-51.